# Камисато
Камисато (яп. 上里町 Камисато-мати) — посёлок в Японии, находящийся в уезде Кодама префектуры Сайтама. Площадь посёлка составляет 29,21 км², население — 30 600 человек (1 августа 2014), плотность населения — 1047,59 чел./км².

## Географическое положение
Посёлок расположен на острове Хонсю в префектуре Сайтама региона Канто. С ним граничат города Хондзё, Такасаки, Фудзиока и посёлки Камикава, Тамамура.

## Население
Население посёлка составляет 30 600 человек (1 августа 2014), а плотность — 1047,59 чел./км². Изменение численности населения с 1980 по 2005 годы:
| 1980 | 19 700 чел. |  |
| 1985 | 22 022 чел. |  |
| 1990 | 24 626 чел. |  |
| 1995 | 28 514 чел. |  |
| 2000 | 30 126 чел. |  |
| 2005 | 30 855 чел. |  |

## Символика
Деревом посёлка считается Camelia japonica, цветком — шалфей сверкающий.